# 津市立美杉東小学校
津市立美杉東小学校（つしりつ みすぎひがししょうがっこう）は、かつて三重県津市美杉町八知にあった公立小学校。
過疎化による学校統合で1998年に発足した新設校だが、更なる統廃合により、2009年度をもって閉校した。統合校を遡ると、県内でも有数の歴史を持つ。校区が広いため、徒歩及び名松線での通学のほか、スクールバスも運行されていた。

## 沿革

### 美杉村立八知小学校
- 1873年（明治6年）2月17日 - 市場金剛寺に八知義塾が開校。
- 1887年（明治20年）4月 - 八知尋常小学校に改称。
- 1893年（明治26年）5月 - 八知尋常高等小学校に改称。
- 1941年（昭和16年）4月 - 八知村国民学校に改称。
- 1947年（昭和22年）4月 - 八知村立八知小学校に改称。
- 1955年（昭和30年）3月 - 八知村の合併により美杉村が発足し、美杉村立八知小学校に改称。
- 1973年（昭和48年）2月 - 創立100周年記念式典を挙行。

### 美杉村立竹原小学校
- 1873年（明治6年）3月24日 - 竹原義塾が開校。
- 1979年（明治12年）12月 - 竹原小学校に改称。
- 1887年（明治20年）7月 - 竹原尋常小学校に改称。
- 1913年（大正2年）4月 - 竹原尋常高等小学校に改称。
- 1941年（昭和16年）4月 - 竹原村国民学校に改称。
- 1947年（昭和22年）4月 - 竹原村立竹原小学校に改称。
- 1955年（昭和30年）3月 - 竹原村の合併により美杉村が発足し、美杉村立竹原小学校に改称。
- 1973年（昭和48年）3月 - 創立100周年記念式典を挙行。
- 1978年（昭和53年）9月 - 竹原小学校の校歌制定。

### 美杉村立美杉東小学校
- 1998年（平成10年）4月 - 八知小学校と竹原小学校が統合し、美杉東小学校が発足。
- 2002年（平成11年）3月 - 美杉東小学校の校歌制定。
- 2006年（平成18年）1月1日 - 美杉村が津市と統合したのに伴い、津市立美杉東小学校に改称。
- 2010年（平成22年）3月31日 - 津市立美杉南小学校・津市立太郎生小学校と統合し、津市立美杉小学校となる。[1]

## 校区
- 津市の一部（美杉町竹原・美杉町八手俣・美杉町八知）

## 交通アクセス
- 東海旅客鉄道（JR東海）名松線 伊勢八知駅から北西へすぐ。
- 三重県道15号久居美杉線の北側に沿う。